# غارات أوبلاست بيلغورود 2023
غارات أوبلاست بيلوغورود سلسلة من الغارات والهجمات تشنها قوات مناهضة للحكومة الروسية عبر روسيا. وقعت الغارة الأولى في 22 مايو 2023، عندما عبرت مجموعات شبه عسكرية الحدود من أوكرانيا إلى أوبلاست بيلغورود في روسيا واشتبكت مع القوات النظامية الروسية. زعمت مجموعتان من الجماعات المتمردة الروسية المتحالفة مع أوكرانيا - فيلق حرية روسيا وفيلق المتطوعين الروس - أنهما سيطرتا على العديد من القرى الحدودية، مع استمرار القتال. فيما قالت السلطات الروسية إن الهجمات نفذتها «مجموعة تخريبية» أوكرانية، وفرضت إجراءات لمكافحة الإرهاب في المنطقة. اعتبر الهجوم أكبر توغل في الأراضي الروسية منذ بداية الغزو الروسي لأوكرانيا.